# 원삼
원삼(圓衫)이란 한복에서 혼례복의 일종을 일컫는 것으로 원삼은 앞깃이 둥글기 때문에 둥근 원 자를 쓰며 활옷과 함께 대표적인 왕실의 혼례복이다. 대례복이며 색깔은 지위를 의미했으며 황후는 황원삼(黃圓衫), 왕비는의 홍원삼(紅圓衫), 빈궁(嬪宮)은 자적 원삼(紫赤圓衫) 등으로 불려 지위에 따라 구분됐다. 그 중에서 녹원삼은 공주와 옹주 및 정조 때 이후로는 서민들에게도 퍼져 대부분의 서민들도 혼례 때만큼은 입도록 허용됐다.
원삼과 활옷과는 비슷하지만 소매나 옷길이가 좀 짧은 형태이다. 원삼의 시초는 통일신라 시대이며 당나라에서 많은 복식 제도가 들어오면서 이 형태도 들어온 것이다. 왕비의 원삼은 자적색, 또는 다홍색 길에 홍황두색의 색동을 써 여러 천을 사용한다. 후에 조선 초 명나라의 의복인 장배자의 영향을 받아 예복으로 쓰이게 되었다. 원삼은 특별히 대례복(활옷이나 원삼을 가리킴)으로 쓰이던 옷인 만큼 그 아름다움이 활옷과 비등할 정도로 뛰어났으며 길상을 상징하는 문양이나 자수를 새겨 특별한 일임을 강조했다. 간혹 원삼이나 당의 등 의례복에는 표면 전체에 꽃이 표현된 경우도 있었다.
이에 대한 제한을 보면 원삼은 치마저고리 위에 덧입었으며 궁중에서는 원삼을 청색으로 입어 서민과 구분지었고 서민들의 녹원삼에는 금박장식을 할 수 없게 제한했다. 조선 말 이후 간소화되면서 원삼은 현재 폐백 복장으로 남아 있다.

## 사진자료

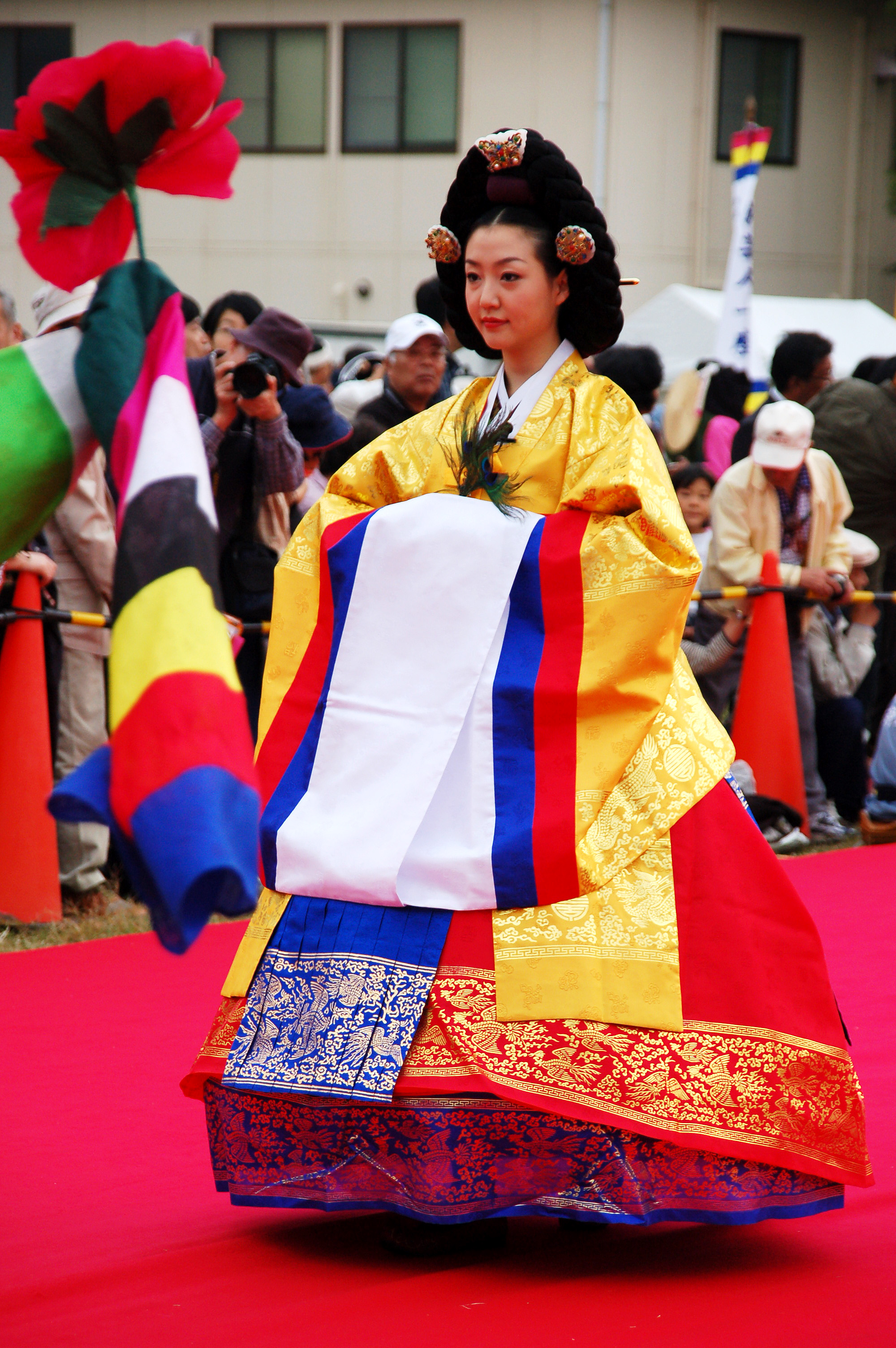
황원삼(黃圓衫)
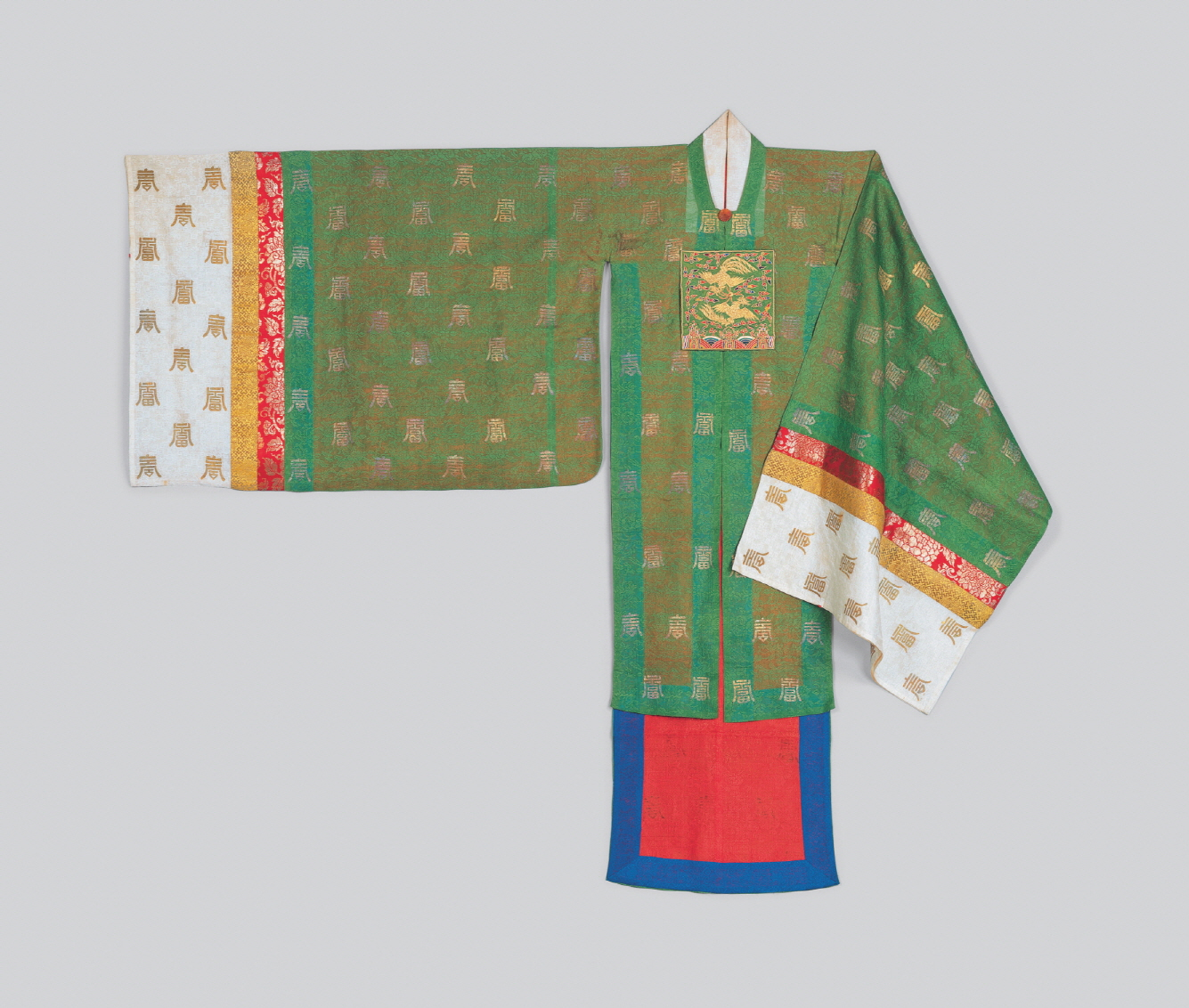
녹원삼(綠圓衫)
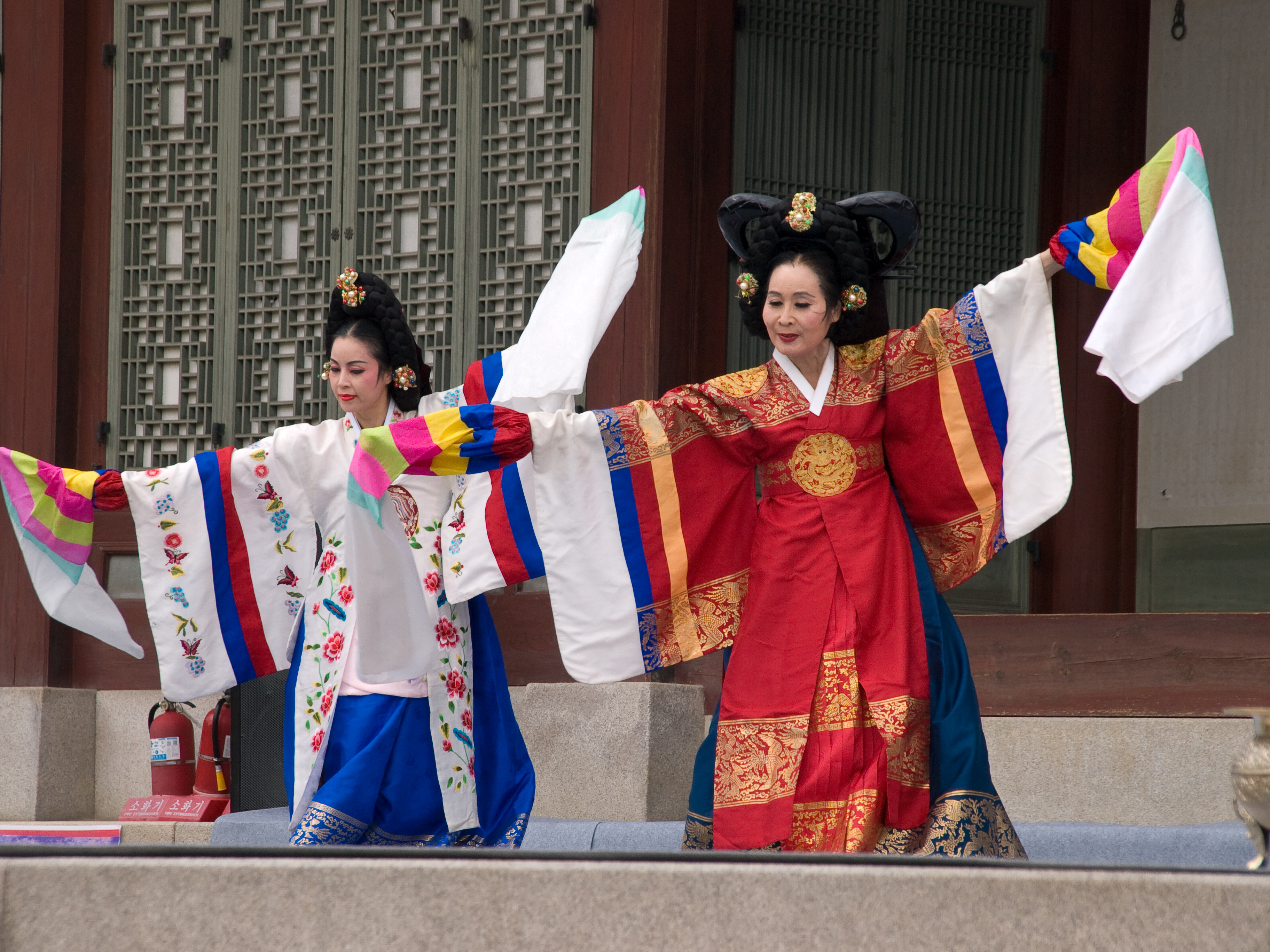
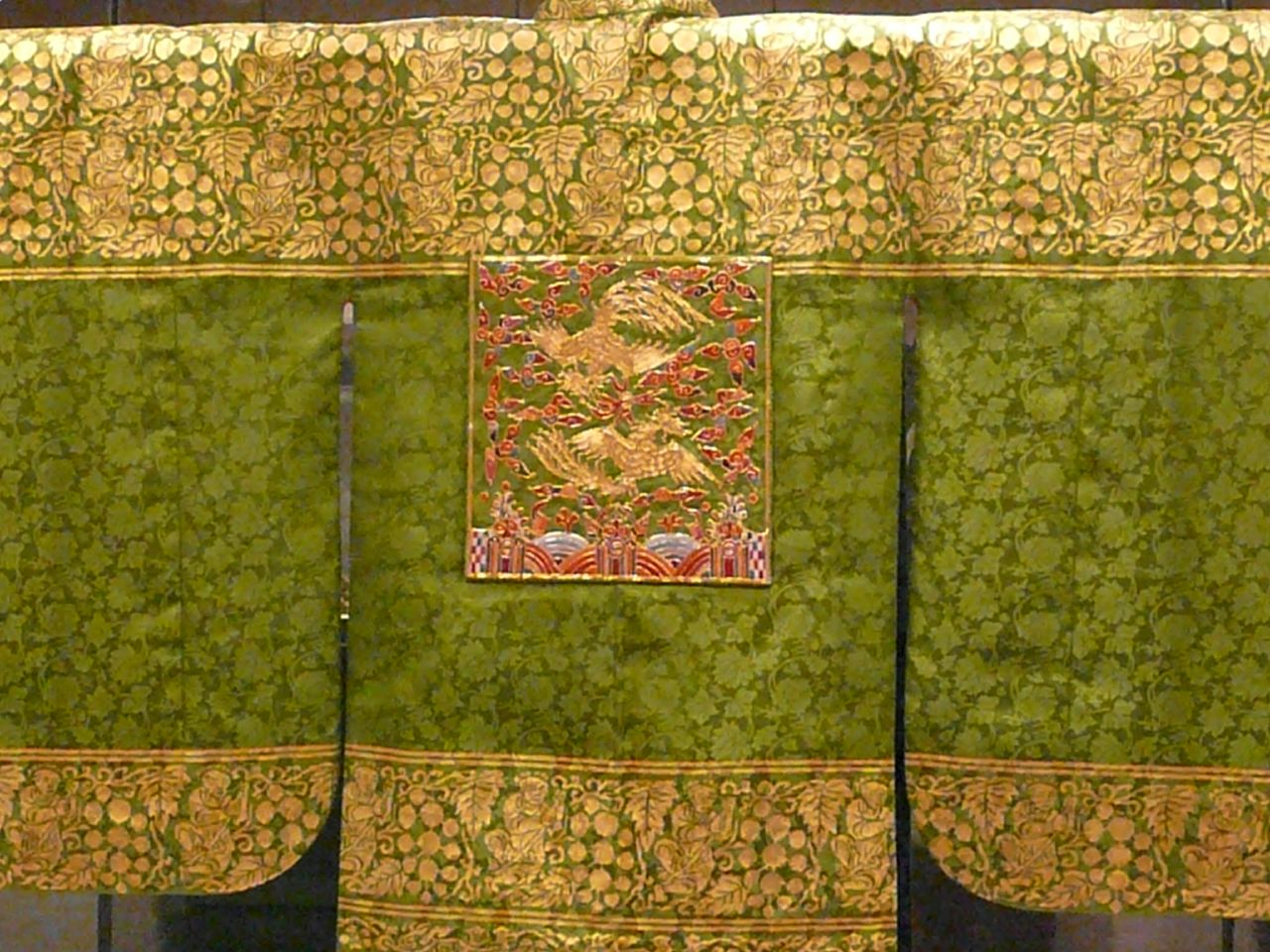
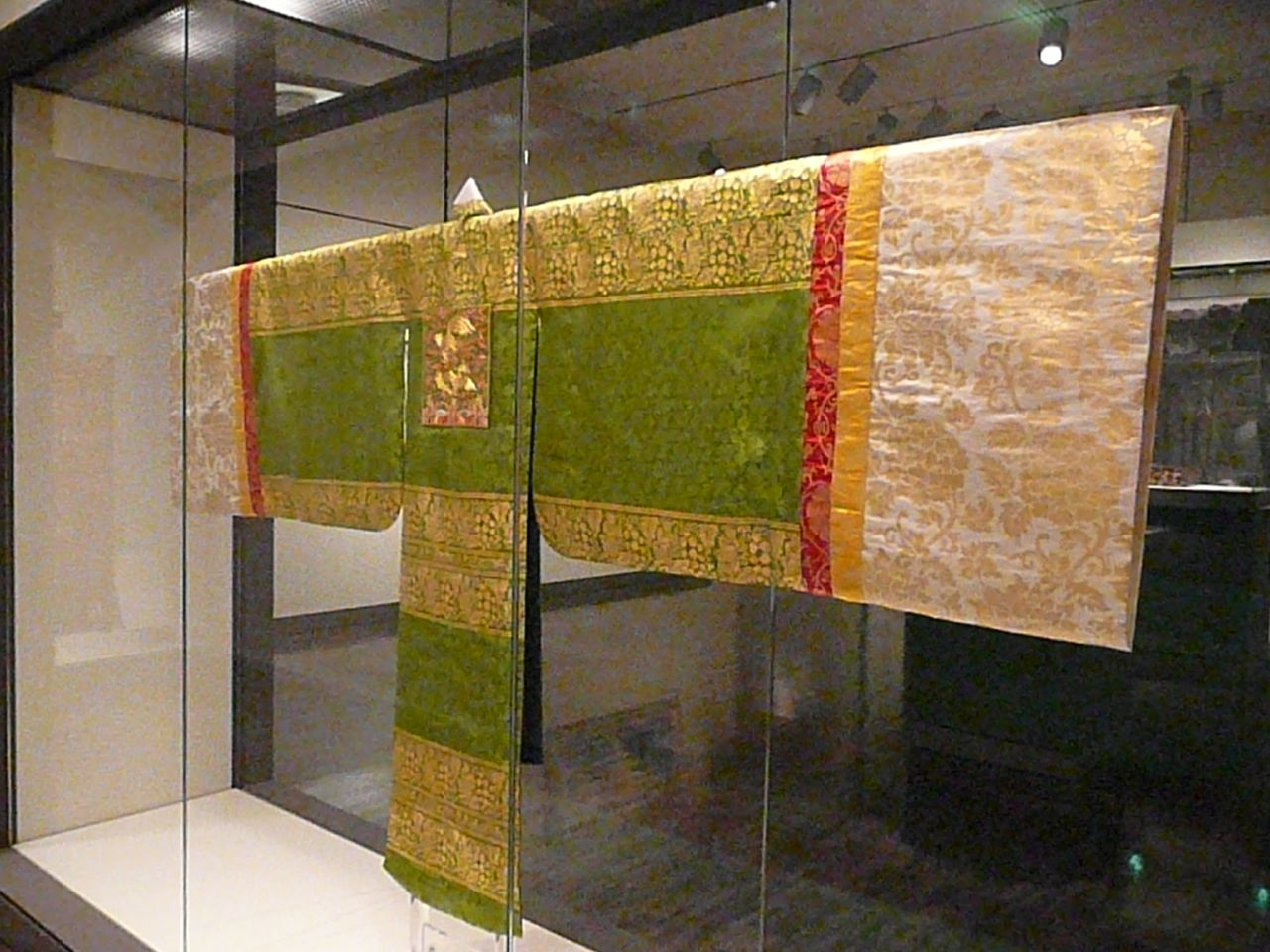
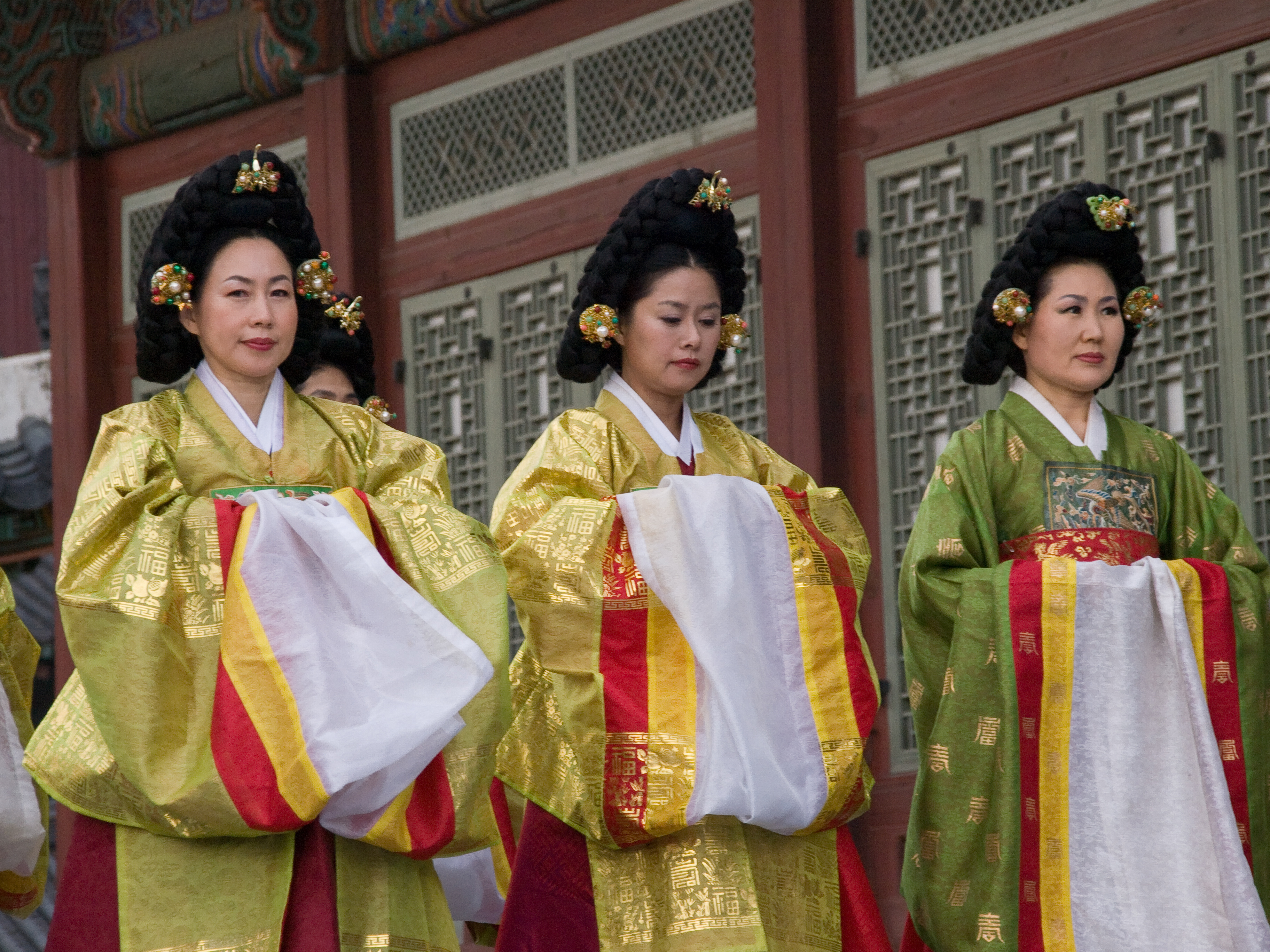
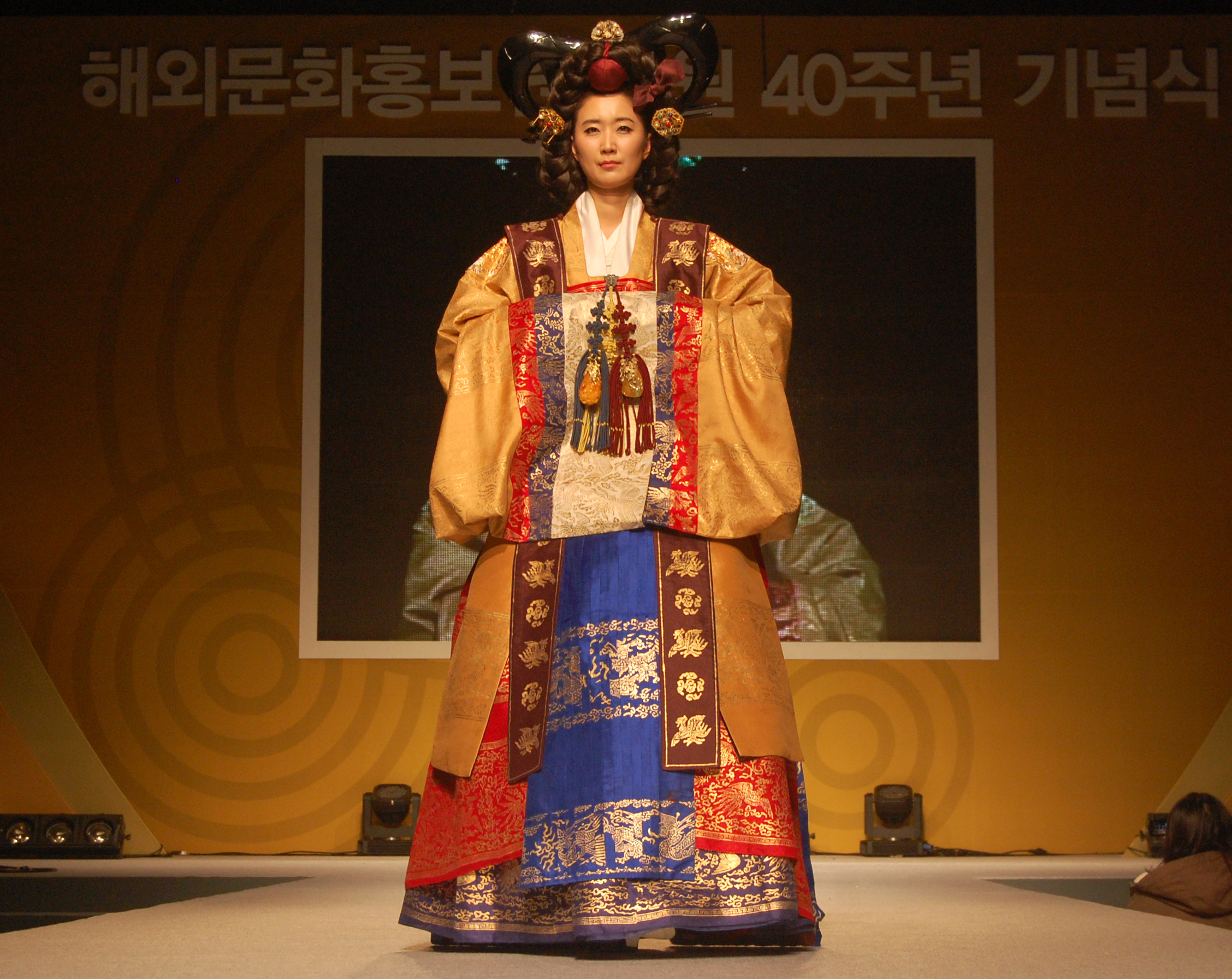
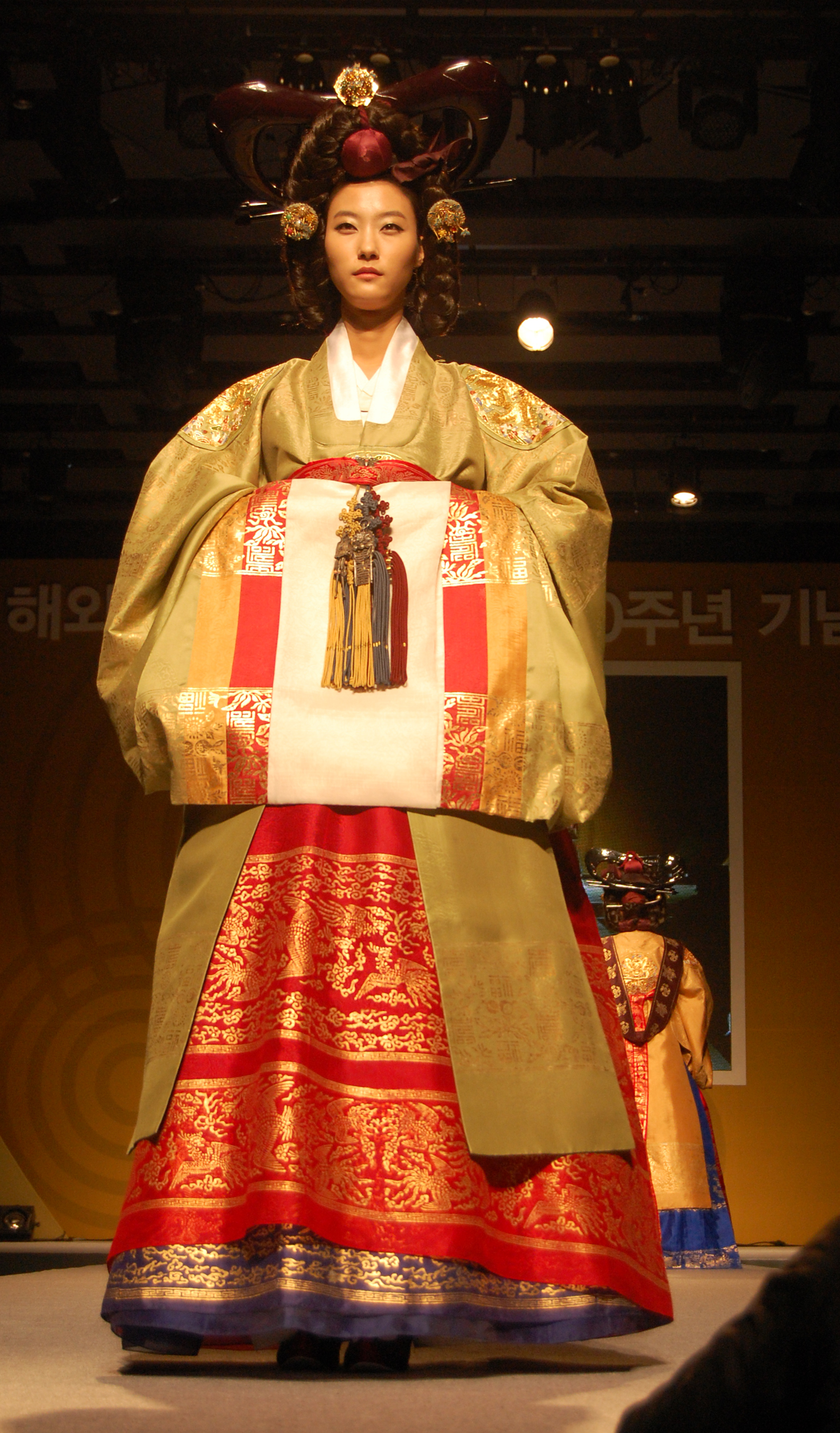

## 같이 보기
- 왕비 록원삼